# .fo
.fo je vrhovna internetska domena (country code top-level domain - ccTLD) za Farske otoke. Domenom upravlja FO Council.

## Vanjske poveznice
- IANA .fo whois informacija  Arhivirana inačica izvorne stranice od 23. listopada 2007. (Wayback Machine)